# Lamprospora ditrichi
Lamprospora ditrichi är en svampart som tillhör divisionen sporsäcksvampar, och som beskrevs av Dieter Benkert. Lamprospora ditrichi ingår i släktet Lamprospora, och familjen Pyronemataceae. Arten är reproducerande i Sverige.